# Lübecker Bürgerausschuss 1530
Der Lübecker Bürgerausschuss 1530, in Lübeck wegen der Zahl seiner Mitglieder auch 64er Ausschuss genannt, war ein Bürgerausschuss der Frühen Neuzeit in Lübeck, der in den Jahren von 1530 bis 1535 erhebliche innen- wie außenpolitische Folgen für Lübeck als Freie Reichsstadt und als Hansestadt hatte.

## Vorgeschichte
In Lübeck wie in anderen Städten mit lübschem Recht durften wichtige Beschlüsse wie die Erhebung von Steuern nicht ohne Genehmigung durch die Bürger gefasst werden. Meist berieten sich die Ratsherren zu diesem Zweck mit den sogenannten „besten Bürgern“, meist Kaufleute und Vorsitzende der Ämter, vor allem jedoch dem Rat (verwandtschaftlich) Nahestandende. Nur wenn die Bürger mit dieser Vorgehensweise nicht einverstanden waren, wählte die „Gemeine“, d. h. die Versammlung aller Bürger, einen Ausschuss, der meist paritätisch aus Kaufleuten, die Ratsmitglieder werden durften, und Handwerkern, denen der Rat verschlossen blieb, bestand. Diese „verordneten Bürger“ verhandelten mit dem Rat über die Höhe der Steuern und Gegenleistungen des Rats. Waren die Verhandlungen erfolgreich verlaufen, löste sich der Ausschuss meistens wieder auf.

### 1528 – 48er-Ausschuss
Als in der Mitte der 1520er Jahre Steuererhöhungen wegen der Kosten des Krieges gegen Christian II. und der vom Kaiser Karl V. geforderten Türkensteuer notwendig waren, verlangten die Bürger im Gegenzug Einsicht in die Einnahmen der Stadt. Für die Kriegshilfe gegen seinen Vorgänger hatte der dänische König Friedrich I. Lübeck nämlich die Einnahmen der Insel Gotland für fünf Jahre und danach die Insel Bornholm zugestanden. Die Bürger argwöhnten, das der Rat diese Einnahmen zurückhielt. Zudem verlangten zahlreiche Bürger, die dem Luthertum anhingen, die Besteuerung des Domkapitels und gute Prediger. Nachdem die Verhandlungen der „besten Bürger“ Ende 1527 nicht zur Zufriedenheit der Bürgerschaft und dabei besonders der Evangelischen verlaufen waren, versammelten sich die Einwohner im Frühjahr 1528 auf dem Marktplatz und wählten 32 Bürger aus ihrer Mitte, die zum Rat ins Rathaus gesandt wurden. Die führenden Persönlichkeiten dieses und der folgenden Ausschüsse waren die Kaufleute Harmen Israhel und Johann Sengestake, dessen Stiefsohn Jürgen Benedicti 1518 bei Martin Luther studiert hatte, sowie der Schmied Borchard Wrede und der Brauer Jochim Sandow. Wenige Monate später wurde ein neuer Ausschuss mit 48 Mitgliedern gebildet, der in dieselben Fragen mit dem Rat verhandeln sollte. Es kam zu einer Einigung. 24 Bürger wurden gewählt, die als „Kistensitzer“ persönlich überwachen sollten, dass jeder seine Abgaben zahlte. Zudem setzte der Ausschuss durch, dass auch die Kleriker und die Domherren persönlich an der „Kiste“ erschienen, um ihrer Steuerpflicht nachzukommen.

### 1529 – 56er-Ausschuss
Die bewilligten Einnahmen reichten jedoch nicht aus. Die Domherren verweigerten die Steuern und mehrere evangelische Prediger, darunter Andreas Wilms und Johann Walhoff, wurden zum Jahreswechsel 1528/29 ausgewiesen. Als Domprediger wurde stattdessen ein katholischer Kölner Domherr eingestellt. Der Rat glaubte damit die Forderung nach guten Predigern erfüllt, doch der durch acht weitere Mitglieder ergänzte Ausschuss verlangte nun ausdrücklich evangelische Prediger. Im Dezember 1529 konnte erfolgreich die Rückkehr von Wilms und Walhoff durchgesetzt werden.

## 64er-Ausschuss

### Einführung der Reformation
Anfang 1530 kehrten die ausgewiesenen Prediger zurück und begannen nun offen lutherisch zu predigen. Wenig später verließ Heinrich Brömse, der Bruder des ersten Bürgermeisters Nikolaus Brömse und wie dieser ein entschiedener Gegner der Reformation, die Stadt und begab sich zum Kaiser. Seine Abreise führte zu Unruhen. Die Lutherischen befürchteten Verfolgungen. Unter den sechzehn Abgeordneten, die die besorgten Bürger zur Verhandlung mit dem Rat sandten, erscheint erstmals auch Jürgen Wullenwever als Bürgervertreter. Der Rat wollte jedoch weder den evangelischen Bürgern Sicherheit garantieren, noch Einsicht in die Rechnungsbücher bewähren. Deshalb kam es in den folgenden Wochen wiederholt zu Bürgerversammlungen. Am 7. April wurde schließlich ein neuer Ausschuss mit nunmehr 64 Mitgliedern gewählt. Die gewählten Bürger sollten zunächst nur als „Kistensitzer“ die Steuerzahlung beaufsichtigen. Die Gemeinde bewilligte aber auf Antrag von Harmen Israhel, dass der Ausschuss befugt sein sollte, gemeinsam mit dem Rat Neuerungen zugunsten der Bürgerschaft durchzuführen. Damit wurde der 64er-Ausschuss als Vertreter der Bürgerschaft zu einem regulären Gegenpart des Rats, der seine Rechtmäßigkeit am 10. Juni 1530 im Stadtbuch festschreiben musste.
Zusammen mit den evangelischen Predigern gelang es dem Ausschuss, eine Wende in der Religionspolitik zu erzwingen. Am 30. Juni 1530 beschlossen Rat und Ausschuss die Einführung der Reformation. Johannes Bugenhagen wurde eingeladen, um zusammen mit einem Ausschuss, dem neben Ratsherren wie Hinrich Castorp und Anton von Stiten auch Bürgerausschussmitglieder wie Johann Sengestake, Jürgen Benedicti und Borchard Wrede angehörten, eine Kirchenordnung auszuarbeiten.
Von Heinrich Brömse erwirkten kaiserliche Mandate führten im Oktober 1530 zu neuerlicher Beunruhigung. Rat und Bürger versprachen sich gegenseitig Unterstützung im Falle einer Anklage durch den Kaiser. Der Bürgerausschuss erhielt durch diese Einigung den Status eines offiziellen zusätzlichen Regierungsinstanz. Um die Belastung der Ausschussbürger zu verringern, wurden zu den 64 „verordneten Bürgern“ hundert weitere Bürger hinzugewählt. Am 17. Januar 1531 wählten die Ausschüsse vier Sprecher, die Kaufmänner Jürgen Wullenwever und Harm Huntenbarch und von Handwerksämtern Borchard Wrede und Jochim Sandow, als Gegenüber zu den vier Lübecker Bürgermeistern.
Am 18. Februar 1531 bestätigte eine Abordnung des Ausschusses und der Rat per Handschlag die einvernehmliche Einführung der Reformation. Die gegenseitigen Beleidigungen sollten vergessen werden, dafür gelobten die Bürger Gehorsam. Die wiederhergestellte Eintracht wurde am folgenden Sonntag mit einem Te Deum gefeiert. Der Keyserliken Stadt Lübeck Christlike Ordeninge trat im Mai 1531 in Kraft. Durch das neugeschaffene Amt der Kirchenvorsteher übernahmen die Bürger die Aufsicht über die Verwaltung der Kirchen und die Armenversorgung.

### Ratsumbildung
Am 27. Februar 1531 unterzeichnete der Ratsherr Anton von Stiten, ein enger Verwandter mehrerer Mitglieder des 64er Ausschusses, im Auftrag von Rat und Bürgern Lübecks Beitritt zum Schmalkaldischen Bund. Die katholisch gebliebenen Bürgermeister Nikolaus Brömse und Hermann Plönnies verließen daraufhin zu Ostern 1531 die Stadt. Die übrigen Ratsherren wurden unter Hausarrest gestellt. Kurzfristig wurde überlegt, den Rat durch den Ausschuss zu ersetzen. Stattdessen wurde mit Berufung auf ein angeblich vom Stadtgründer Heinrich dem Löwen stammendes Mandat eine Ergänzung des Rats durch Mitglieder des Ausschusses beschlossen. Da in Lübeck nur Kaufleute als ratsfähig galten, verloren mit dieser Entscheidung die Handwerker, die die Hälfte der Ausschussbürger stellten, an Einfluss.
Die Ratsergänzung erfolgte nicht wie sonst üblich durch Berufung durch die übrigen Ratsmitglieder im Wege der selbstergänzenden Zuwahl, sondern Mattheus Packebusch, der älteste der verbliebenen Bürgermeister, musste am 27. April 1531 sieben von neun Losen ziehen, auf denen Namen von Ausschussmitglieder standen. Diese neuen Herren wurden daher „Zettelherren“ genannt. Zur Enttäuschung vieler war Wullenwever nicht darunter. Nach längerer Diskussion, ob die Entflohenen Brömse und Plönnies noch als Bürgermeister anzusehen seien, wurden am 9. September Gotthard III. von Hoeveln und der neugewählte Gottschalck Lunte zu neuen Bürgermeister ernannt.
Durch den Tod des Bürgermeisters Lunte und den Austritt mehrerer Ratsherren, darunter der 1531 in den Rat gekommenen Bürgerausschussmitglieder Karsten Timmermann und Johann Bussmann, die Wullenwevers Politik nicht mehr mittragen wollten, verkleinerte sich der Rat bis Anfang 1533. Im Februar und März 1533 wurden daher erneut ratsfähige Ausschussmitglieder in den Rat erhoben. Durch diese Neuwahl gelangt Wullenwever selbst in den Rat und wurde sofort Bürgermeister. Weil Jürgen Wullenwever der wachsenden Opposition gegen seine zunehmend aggressive Außenpolitik entgegenwirken wollte, setzte er zudem in Berufung auf das angebliche Mandat des Stadtgründers durch, dass sich die ältesten acht Ratsherren für ein Jahr zurückzuziehen hätten. Damit bestand die absolute Mehrheit im Lübecker Rat 1533 aus Ausschussbürgern. Der Ausschuss selbst verlor damit an Bedeutung, blieb aber offiziell im Amt.

### Rücktritt
Wegen der Niederlage Lübecks in der Grafenfehde wurden in Lübeck Proteste gegen Wullenwevers Politik laut. Nach dem Frieden von Stockelsdorf erklärte der Ausschuss seinen Rücktritt und trat auch nicht mehr zusammen. Doch erst nach einem kaiserlichen Exekutional-Mandat, das am 7. Juli 1535 in Lübeck eintraf und die Wiederherstellung der alten Ordnung und die Wiedereinsetzung Nikolaus Brömses binnen 45 Tage forderte, traten einzelne der aus dem Ausschuss in den Rat gekommenen Herren zurück. Da sich ein Großteil der Bürger und auch der Ratsherren sich jedoch lange von Wullenwever überzeugen ließen, dass sein Rücktritt damit nicht gemeint sei, traten die letzten aus dem Ausschuss in den Rat Gekommenen und der Bürgerausschuss selbst erst am 26. August 1535, dem letzten Tag vor Ablauf des kaiserlichen Ultimatums, auf Druck des Hansetages zurück.

## Mitglieder
Die Ausschüsse waren immer paritätisch mit Kaufleuten/Rentnern und Handwerkern besetzt. In Lübeck galten aber nur Kaufleute als ratsfähig. Handwerker konnten daher nicht in der Rat gelangen. Von den 164 durch den Eintrag ins Stadtbuch namentlich bekannten Mitglieder der Bürgerausschüsse können wegen unterschiedlicher Schreibweise nicht alle identifiziert werden. Nur wenige traten häufiger hervor.

### Ratsherren aus dem Ausschuss
- Gottschalck Lunte, August 1531 Ratsherr und sogleich Lübecker Bürgermeister, † 16. Oktober 1532
- Godeke Engelstede, August 1531 bis nach dem Hansetag in Lübeck im August 1535
- Gerhard Odingborg, Ratsherr vom 27. April 1531 bis August 1535
- Joachim Grammendorp, Ratsherr vom 27. April 1531 bis Anfang 1533
- Goswin Bütepage, Ratsherr vom 27. April 1532 bis August 1535
- Johann Bussmann, am 27. April 1531 Ratsherr. Anfang des Jahres 1533 Austritt aus dem Rat
- Karsten Timmermann, am 27. April 1531 Ratsherr, Anfang des Jahres 1533 Austritt aus dem Rat, am 21. September 1535 erneute Wahl in den Rat
- Heinrich Reinhusen, Ratsherr von August 1531 bis August 1535, zuletzt Kämmerer
- Jürgen Wullenwever, seit 17. Januar 1531 einer von vier Wortführern des Ausschusses, Ratsherr erst 21. Februar 1533 bis 26. August 1535, kurz nach seiner Ratswahl Bürgermeister
- Ludwig Taschenmaker, Ratsherr von Februar 1533 bis August 1535
- Johann Sengestake, Ratsherr seit 21. Februar 1533 bis August 1535
- Helmeke Dannemann, Ratsherr seit 21. Februar 1533 bis August 1535
- Johann von Elpen, Ratsherr seit 21. Januar 1533 bis August 1535
- Eberhard Störtelberg, Ratsherr seit 8. März 1533 bis August 1535; am 28. Mai 1541 erneut in den Rat gewählt, wurde er 1545 zum Bürgermeister bestimmt
- Tile Tegetmeier
- Albrecht Klever, Ratsherr seit 8. März 1533 bis 21. August 1535; erneut ab 1537
- Jordan Basedow, Ratsherr seit 21. September 1535, obwohl er dem 64er Ausschuss angehört hatte
- Andreas Bussmann, Ratsherr 1541

### Weitere Mitglieder
- Harmen Israhel, Kaufmann
- Johann Wigerinck, Kaufmann

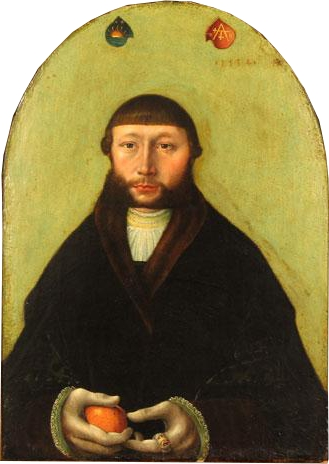
Hans Kemmer: Porträt des Lübecker Kaufmanns Hans Sonnenschein, 1534

- Hans Sonnenschein († 1533), Bergenfahrer, seit 1530 im Ausschuss[3]
- Jürgen Benedicti, Stiefsohn von Johann Sengestake, Brauer und als Schüler von Martin Luther wichtiger Multiplikator des Luthertums in Lübeck
- Borchard Wrede, Schmied, seit 17. Januar 1531 einer von vier Wortführern des Ausschusses
- Heinrich Möller, Schiffer, auf dessen Schiff Gustav Vasa 1520 zurück nach Schweden gelangte
- Harm Huntenbarch, Kaufmann, seit 17. Januar 1531 einer von vier Wortführern des Ausschusses
- Jochim Sandow, Brauer, seit 17. Januar 1531 einer von vier Wortführern des Ausschusses
- Marcus Tode, Vater von Christoph Tode, Schwager des Ratsherrn Anton von Stiten und der Ausschussbürger Gottschalck Lunte, Heinrich von Calven und Klingenberg Kerckring

## Weitere Bürgerausschüsse der Lübecker Geschichte vor 1848
- 1405: 60er Ausschuss
- 1599: Reisersche Unruhen, 50er Ausschuss